# Jeangu Macrooy
Jeangu Macrooy, född 6 november 1993 i Paramaribo, är en surinamesisk singer-songwriter som är bosatt i Nederländerna sedan 2014. Hans musikstil kan beskrivas som modern soul. Han skulle ha representerat värdlandet Nederländerna i Eurovision Song Contest 2020 i Rotterdam med låten "Grow". Han skulle som en av de direktkvalificerade länderna tävla i finalen som skulle ha ägt rum den 16 maj 2020, men liveshowerna i Rotterdam ställdes in på grund av coronaviruspandemin 2019–2021. Macrooy representerade istället Nederländerna i Eurovision Song Contest 2021 med en ny låt.